# Rândunică cu guler negru
Rândunica cu guler negru (Pygochelidon melanoleuca) este o specie de pasăre din familia Hirundinidae. Se găsește în Argentina, Bolivia, Brazilia, Columbia, Guyana Franceză, Guyana, Paraguay, Surinam și Venezuela.
Această specie a fost plasată anterior în genul Atticora. A fost mutată în genul Pygochelidon pe baza unui studiu filogenetic publicat în 2005.